# Yūki Takita
Yūki Takita (jap. 田北 雄気, Takita Yūki; * 16. Mai 1967 in der Präfektur Saitama) ist ein ehemaliger japanischer Fußballspieler.

## Karriere
Takita erlernte das Fußballspielen in der Schulmannschaft der Omiya Higashi High School und der Universitätsmannschaft der Tokai-Universität. Seinen ersten Vertrag unterschrieb er 1990 bei NTT Kanto. Der Verein spielte in der zweithöchsten Liga des Landes, der Japan Soccer League Division 2. Für den Verein absolvierte er 40 Spiele. 1992 wechselte er zum Erstligisten Urawa Red Diamonds. Am Ende der Saison 1999 stieg der Verein in die J2 League ab. 2000 wurde er mit dem Verein Vizemeister der J2 League. Für den Verein absolvierte er 146 Spiele. Ende 2000 beendete er seine Karriere als Fußballspieler.